# راین هنری
 راین هنری (انگلیسی: Ryan Henry؛ زاده ۱۴ اکتبر ۱۹۸۴) یک تنیس‌باز اهل استرالیا است.